# Състояние на морето
Състоянието на морето (на руски: состояние моря; на английски: sea state), понякога вълнение на морето, е показател в океанографията за степента на развълнуваност (за характеристиките на вълните) на свободната водна повърхност на широки водоеми – океани, морета, големи езера и реки.
Характеризира се с височина на вълните, техен период и сила. Изменя се във времето. Може да бъде оценено както от опитен наблюдател, така и с помощта на технически средства: чрез метеорологичен буй, радиолокационни измервания и дистанционно сондиране от спътници. В случай на измерване чрез буеве статистиката се отчита за времевия интервал, в който състоянието на морето може да се счита за постоянно.
Оценката на вълнението на морето се прави по 9-бална скала, разработена от Световната метеорологична организация (World Meteorological Organization) при Организацията на обединените нации.
| Вълнение (в балове) | На български език     | На руски език             | На английски език | Височина на вълната |
| ------------------- | --------------------- | ------------------------- | ----------------- | ------------------- |
| 0 бала              | напълно спокойно море | совершенно спокойное море | calm (glassy)     | 0 метра             |
| 1 бал               | спокойно море         | спокойное море            | calm (rippled)    | 0 – 0,1 метра       |
| 2 бала              | слабо вълнение        | слабое волнение           | smooth (wavelets) | 0,1 – 0,5 метра     |
| 3 бала              | леко вълнение         | легкое волнение           | slight            | 0,5 – 1,25 метра    |
| 4 бала              | умерено вълнение      | умеренное волнение        | moderate          | 1,25 – 2,5 метра    |
| 5 бала              | неспокойно море       | неспокойное море          | rough             | 2,5 – 4 метра       |
| 6 бала              | много неспокойно море | крупное волнение          | very rough        | 4 – 6 метра         |
| 7 бала              | силно вълнение        | сильное волнение          | high              | 6 – 9 метра         |
| 8 бала              | много силно вълнение  | жестокое волнение         | very high         | 9 – 14 метра        |
| 9 бала              | изключително вълнение | исключительное волнение   | phenomenal        | > 14 метра          |